# Macururé
Macururé é um município brasileiro do estado da Bahia.

## História
Localizado no nordeste semiárido da Bahia, sertão do Raso da Catarina, tem a origem do seu nome de uma antiga fazenda denominada Macururé, que de acordo com registros de terras coloniais, encontrados pelo pesquisador Alex Maia, no ano de 1992, no Arquivo Público da Bahia, comprova através de documentos históricos de alto valor, os quase 200 anos da existência deste nome.
Os registros de terras oficiais da Freguesia de Santo Antônio da Glória (atual Paulo Afonso-BA), datado do dia 20 de janeiro de 1857, exemplar 180, onde foi registrado a posse de terra por herança, documento este assinado pelo Vigário Luis Justino da Costa, comprova o fato. Desde o ano de 1857 este nome, assim como o nome da Fazenda Tintin, figuram para denominação de  lotes de terra. O significado do termo Macururé é de origem indígena, do dialeto das tribos Mariquitos e Pankararus, que habitavam a região. MACU = PEIXE e RURE = maneira de pegá-lo (armadilha).
Macururé herdou da antiga fazenda somente o nome, pois o local exato onde está localizada , era uma pequena fazenda, chamada de Três Irmãos, por causa dos seus donos: Ricardo Firmino e Honório, da família Maia, oriunda do Rio Grande do Norte. A cidade de Macururé teve início com a fazenda de Roberto Pereira Maia, a qual se chamava Roça do Tintim (nome também achado em registros de terras no Arquivo Público datado de 1857).
Recebendo mais tarde o nome de Fazenda Três Irmãos, por ter sido doada aos três filhos: Firmino Pereira Maia, Honório Pereira Maia e Ricardo Pereira Maia. Recebendo a fazenda, partiram para a construção de suas casas conservando a Casa Grande da Fazenda. Em 1906 construíram uma capelinha, sendo Firmino Pereira Maia o responsável. Os irmãos reunidos mandaram a Salvador o Amâncio para trocar umas moedas por uma imagem, sendo escolhida a de Senhor do Bonfim. Em homenagem a esta imagem deram à fazenda o nome de Arraial do Senhor do Bonfim. A primeira missa na capelinha foi celebrada pelo Padre Manoel Félix. Para manter a ordem e administração nomearam como delegado o Honório Pereira Maia.
Com a construção da antiga BR-4 (atual BR-116) em 1942, chegaram ao arraial bastante pessoas, funcionárias da antiga inspetoria de obras, o que fez com que a sua população aumentasse bastante. Foram construídas várias casas, que deram origem a uma rua que hoje é a Praça Municipal. Muitos dos materiais enviados para a construção da estrada foram desviados para a cidade de Senhor do Bonfim (Bonfim de Vila Nova), também situada no Sertão da Bahia. Por este motivo combinaram para mudar o nome e o escolhido foi o de MACURURÉ.
Em 1938 Macururé figurava como um dos distritos de Glória com o nome de Bonfim. Entre o quinquênio de 1939/1943 o distrito de Bonfim passou a denominar-se Macururé. Em se tratando de emancipação política não podemos esquecer o seu grande batalhador o Sr. Diógenes Lemos de Moraes que não mediu esforços para que o município se emancipasse de Glória. Para este feito ele contou com a ajuda dos deputados João Carlos Tourinho Dantas e Raimundo Reis, tendo o município sido criado através da Lei Estadual nº 1.754 de 27 de julho de 1962, D.O. de 30 de julho de 1962. O município ocupa hoje uma área de 2.108 km², fazendo limite com os municípios de Chorrochó, Rodelas, Jeremoabo e Canudos.